# Hrabstwo Madison (Ohio)
Hrabstwo Madison (ang. Madison County) – hrabstwo w stanie Ohio w Stanach Zjednoczonych. Obszar całkowity hrabstwa obejmuje powierzchnię 466,18 mil² (1 207,40 km²). Według danych z 2010 r. hrabstwo miało 43 435 mieszkańców. Hrabstwo powstało 16 lutego 1810 roku i nosi imię Jamesa Madisona – czwartego prezydenta Stanów Zjednoczonych.

## Sąsiednie hrabstwa
- Hrabstwo Union (północ)
- Hrabstwo Franklin (wschód)
- Hrabstwo Pickaway (południowy wschód)
- Hrabstwo Fayette (południe)
- Hrabstwo Greene (południowy zachód)
- Hrabstwo Clark (zachód)
- Hrabstwo Champaign (północny zachód)

## Miasta
- London

## Wioski
- Midway
- Mount Sterling
- South Solon
- West Jefferson

## CDP
- Choctaw Lake
- Lafayette
- Plumwood